# Шпіталь-ам-Земмерінг
Шпіталь-ам-Земмерінг (нім. Spital am Semmering) — громада  (нім. Gemeinde)  в Австрії, у федеральній землі Штирія.
Входить до складу округу Мурталь. Населення становить 1718 осіб (станом на 31 грудня 2015 року). Займає площу 73 км². Щорічно тут проводять Kaltenbach Open Air.